# Dajan-chan
Dajan-chan (ur. 1464, zm. 1543?) – chan mongolski w latach 1479–1543?, przedstawiciel feudałów wschodniomongolskich, któremu udało się na pewien czas zjednoczyć Mongolię po okresie rządów Ojratów.
Dajan po raz pierwszy objął władzę jako chan w 1479 roku. Po dojściu do władzy rozpoczął proces jednoczenia podzielonej na dwa skrzydła Mongolii (skrzydło wschodnie obejmowało tümeny Czachar, Chałcha, Uriangchan (lub Chorczin) a zachodnie Ordos, Tümed i Jengszijebü). Uzyskał on kontrolę nad trzema tümenami tworzącymi zachodnie skrzydło cesarstwa i uczynił władcą (dżinongiem) skrzydła wschodniego swego syna. Gdy ten został zamordowany przez buntowników, Dajan-chan podjął działania zbrojne, zdobył wschodnie skrzydło i na krótko scalił władzę w Mongolii. Jego zwierzchnictwo nad większością księstw mongolskich liczyć można w przybliżeniu od 1488 roku.
Dajan-chan wznowił tytuł wielkiego chana, po czym udało mu się zawrzeć pokój z Chinami, uzyskując przy tym dość korzystną regulację stosunków handlowych. Określona została częstotliwość poszczególnych etapów wymiany i wytypowano te rejony graniczne, w których miano dokonywać transakcji. Dobre stosunki utrzymywały się ponad dziesięć lat, lecz po 1500 roku Dajan-chan dokonał wielu najazdów na Chiny, na ogół pomyślnych i przynoszących bogate łupy. Ten stan ciągłego napięcia nie przyniósł jednak Mongolii większych korzyści, a zdobyte bogactwa wcale nie zmniejszały coraz silniejszego wycieńczenia. Władca zmuszony był prowadził surową politykę wewnętrzną. 
Dajan-chan zmarł prawdopodobnie w 1543 roku a jego śmierć otworzyła długi okres całkowitego rozpadu jedności państwa mongolskiego. Wybuchły spory o sukcesję i walki wewnętrzne między licznymi synami monarchy a ich spadkobiercami. Chociaż formalnie uznawano zwierzchność jednego chana, to jednak w praktyce nastąpiło rozbicie dzielnicowe i doszło do podziału władzy pomiędzy poszczególnymi tzw. małymi chanami. W rezultacie powstały najpierw księstwa Czachar, Tümed, Ordos i Chałcha, później zaś uległy one dalszemu rozdrobnieniu. Wielkiego chana uznawano od tej pory przede wszystkim za przywódcę jego grupy rodowej – Czacharów.